# Halina Walentowicz

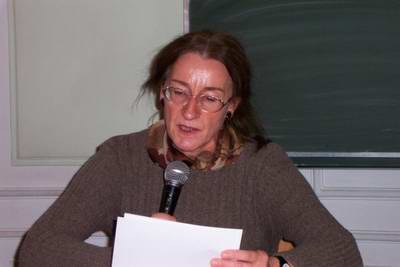
Halina Walentowicz podczas konferencji naukowej w Warszawie (2005 r.)

Halina Walentowicz (ur. 8 sierpnia 1955 w Warszawie) – filozofka.

## Działalność naukowa i publikacje
Najważniejsza polska znawczyni filozofii Maxa Horkheimera. Pracuje w Zakładzie Filozofii Społecznej Instytutu Filozofii Uniwersytetu Warszawskiego. Tytuł doktorski uzyskała w 1986 na podstawie rozprawy napisanej pod kierunkiem Marka J. Siemka pt. Społeczeństwo przyszłości w teorii Karola Marksa i Fryderyka Engelsa. Habilitację uzyskała w 2004 roku za pracę Tęsknota za lepszym. Historiozofia Maxa Horkheimera. Członkini założycielka i od 6 lutego 2010 r. wiceprezeska Polskiego Towarzystwa Hegla i Marksa.

## Wybrane publikacje
Prace autorskie:
- Przyszłość w prognozach Marksa i Engelsa (1993)
- Tęsknota za lepszym. Historiozofia Maxa Horkheimera (2004)

Tłumaczenia tekstów:
- Max Horkheimer, Początki mieszczańskiej filozofii dziejów (1995 – przekład z przedmową „Między przeszłością a współczesnością”),
- Max Horkheimer, Zmierzch. Notatki z Niemiec 1931-1934 (2002 – przekład),
- Max Horkheimer, Krytyka instrumentalnego rozumu (2007 – przekład z przedmową „Horkheimer a Habermas: dwie koncepcje instrumentalnego rozumu”).